# オレンジバト
オレンジバト （学名：Ptilinopus victor）は、ハト目ハト科に分類される鳥類。

## 形態
全長は約20cm。オスは、頭部と足以外がオレンジ色の羽で覆われている。頭部は金色がかったオリーブ色。メスや幼鳥の体色は暗緑色。
同属のキンミノヒメアオバトやキガシラヒメアオバトは、異所的種分化によって生じた近縁種であると考えられている。

## 分布
フィジー諸島の固有種。森林に生息する。